# World Checklist and Bibliography of the Araliaceae
World Checklist and Bibliography of the Araliaceae (abreviado World Checkl. & Bibliogr. Araliaceae) es un libro ilustrado con descripciones botánicas que fue editado conjuntamente por David Gamman Frodin y Rafaël Herman Anna Govaerts. Fue publicado en el año 2003.